# Крестовоздвиженский Белёвский монастырь
Крестовоздвиженский Белёвский монастырь — женский православный монастырь в городе Белёве Тульской области России. Расположен на окраине восточной части города, на высоком левом берегу крутого изгиба реки Оки. Построен на Белёвском старом городище, на месте укреплённого древнего поселения предположительно XII—XIII веков — «старого острога». Название получено по монастырской церкви Воздвижения Креста Господня. При Крестовоздвиженском женском монастыре действует только монашеская община, приписанная к ближайшему Спасо-Преображенскому мужскому монастырю.

## История
Точной даты основания монастыря неизвестно. Предположительно около 1625 года. Основателем является старица Марфа Палицына, по челобитной которой царь Михаил Фёдорович дал разрешение на строительство в Белёве девичьего монастыря. В «Писцовой книге церквей, церковных и посадских дворов, дворовых мест, … города Белёва письма и меры Василия Савельевича Чернышёва да подьячего Осипа Богданова» за 1625 год сказано: «На посаде ж монастырь Девичей. А в нём церковь Воздвижения Чеснаго Креста да в пределе Великомученика Феодора Стратилата, древесная, клецки …».
В 1764 году при секуляризационной реформе, проведённой Екатериной II монастырь был упразднён. Церковь стала приходской, а монахинь перевели в Лихвинский Афанасьевский монастырь]. Но в 1768 году Лихвинский монастырь по причине ветхости был закрыт, а вместо него опять восстановлен Крестовоздвиженский Белёвский. С этого времени монастырь отстраивался и благоустраивался до 1920-х годов, когда был закрыт советской властью, а постройки переданы населению под жильё. К концу 1990-х некоторые постройки имели полуразрушенный вид, другие обветшали и были заброшены.
15 апреля 2008 года Священный синод Русской православной церкви постановил открыть Крестовоздвиженский Белёвский монастырь, при котором была создана монашеская община, приписанная к ближайшему Спасо-Преображенскому мужскому монастырю. 26 сентября 2021 года прошла церемония освящения собора Воздвижения Креста Господня.

## Храмы монастыря
Собор Воздвижения Креста Господня — самый древнейший, первоначальный был деревянный. На месте деревянного около 1713 года построили каменный с приделами: Тихвинской Божией Матери и Фёдора Стратилата, который после 1764 года был переименован во имя Николая Чудотворца, а в конце XVIII столетия упразднён по причине своей ветхости. На его месте в 1830 году на средства купца Андрея Михайловича Фролова построили новый придел во имя блаженного Андрея Христа ради Юродивого. А в 1845 на средства вдовы поручика В. А. Сомовой был пристроен придел во имя прежнего святого Николая Чудотворца. Новый каменный двухэтажный, четырёхстолпный в стиле эклектики, завершавшийся декоративным купольным пятиглавием, соборный храм был построен и освящён в 1869 году. На первом этаже два придела: правый — Троеручицы Божией Матери, левый — Николая Чудотворца. На втором этаже: правый — Тихвинской Божией Матери, левый — Андрея Юродивого. Большую роль в этом сыграла игуменья монастыря Павлина Овсянникова, во время настоятельства которой (1848—1877) обитель увеличилась почти втрое.
Домовая церковь во имя Макария Египетского с приделом в честь Василия Великого в 1864 году была перестроена из каменного дома купцов Сабининых, доставшегося монастырю по завещанию девицы дворянки Марии Киреевской. До настоящего времени церковь не сохранилась.
Мироносицкая домовая — действующая деревянная церковь, устроена в 2008 году в одном из корпусов келий.
Часовня Рафаила Архангела — деревянная рубленая шатровая часовня, представляющая собой высокий четверик под восьмискатной крышей, прорезанной крупными щипцами, с пятигранной апсидой и западным притвором. Построена в 2017 году.
Была ещё одна церковь, построенная в 1875 году на монастырском хуторе при попечительстве игуменьи Павлины и приписанная к монастырю в 1883 году. Монастырю принадлежали также две часовни: каменная Никольская, построенная в 1707 и отремонтированная в 1882 году и Боголюбская 1839 года постройки. При монастыре имелась богадельня (с 1889 года) и женское училище (1874), преобразованное затем в церковно-приходскую школу.